# アルヴィド・ホルン
アルヴィド・ホルン（Arvid Bernhard Horn af Ekebyholm, 1664年4月6日 - 1742年4月17日）は、スウェーデンの軍人、政治家、伯爵である。フィンランド出身。軍人として出世した後は、スウェーデンの「自由の時代」に政治家となり、メッソナ党とハッタナ党の党首、宰相となって、スウェーデンの政治を主導した。

## 来歴
ホルンは、スウェーデン王カール12世時代の若き高級将校であった。大北方戦争が始まると、同僚ステンボックと共にカール12世の軍事的側近となり、ナルヴァの戦いやリガの戦いなどで活躍した。彼は、ナルヴァの戦い後、少将に昇格した。ポーランドでの戦役中、ワルシャワにおいて捕虜となるが、短期間で解放され、スウェーデンに帰国した。1709年のポルタヴァの戦いの後、壊滅したスウェーデン軍の再編にステンボック将軍、メルネル将軍と共に軍政面で力を尽くした。以降、彼は戦闘には加わっていない。
カール12世はスウェーデンから遠く離れた戦場からも強力な王権によって本国をコントロールしていたが、ポルタヴァの敗戦後以降、カール12世と本国との連絡は麻痺する様になった。この頃からホルンはスウェーデン留守政府の首班の一人となってスウェーデン国政に携わる様になった。カール12世が没する前後には、留守政府はスウェーデンの実権を握り、ホルンの様な貴族達によって新体制の基礎が構築されて行く事となる。
ホルンはもしかしたら、カール12世の生存中から起きていた王位継承問題に関わっていなかったか、あるいは中立であったかもしれない。1718年に主君が謎の死を遂げると、ホルシュタイン＝ゴットルプ家を支持していたメルネル元帥は、事実上失脚している。ホルシュタイン＝ゴットルプ家の支持者はホルシュタイン派と呼ばれ、親ロシアであった。ホルンが後に親ロシア的とされるナットメッソナ党を立ち上げた事実を見れば、彼は親西欧あるいは親プロイセンとされるヘッセン家主導のヘッセン派とも深く関わらず、その狭間で立ち回りを演じた可能性が高い。両者は戦後も対立し続けており、メッソナ党はホルシュタイン派と、ハッタナ党はヘッセン派と結びつき、スウェーデンは弱体化して行ったのである。
1721年に大北方戦争が終結すると、スウェーデンは絶対主義を放棄し、貴族や聖職者らによる議会制となった。ホルンは下級貴族や農民を中心としたナットメッソナ党を纏め上げ、政党とは完全には言えないものの、その党首となり宰相となった。彼は戦後のスウェーデンの戦後復興に尽くした。1731年にはスウェーデン東インド会社も設立されている。またホルンはフィンランド出身の為か、フィンランドやバルト海における交易にも関心があった。彼はヨーロッパの情勢には中立の立場を取り、戦争を回避し続けた。彼の時代にスウェーデンにおける諸法律や憲法が作られたのである。
しかしホルンは、親ロシア的であるとして1738年に失脚した。この時代、親ロシアと親西欧派がしのぎを削り、西欧派は愛国者、親ロシアは売国者として見られていた。ホルンは親ロシアのレッテルを貼られたのである。しかしホルンに限らず、当時のメッソナ党には少なからず親ロシア的なところがあり、ロシアからの政治資金が流れていたのも事実であった（ハッタナ党も西欧から政治資金が流れており、実態は同じであった）。ホルンは事実上引退し、1742年に世を去った。